# Central térmica de Aliaga
La central térmica de Aliaga es una central termoeléctrica abandonada, ubicada en el municipio turolense de Aliaga (Aragón), que fue propiedad de la compañía Eléctricas Reunidas de Zaragoza (ERZ), integrada posteriormente en ENDESA.

## Historia
Su construcción comenzó en el año 1949 con la idea de aprovechar el carbón lignito extraído en las minas locales.
Sus dos primeros grupos, de 10 MW cada uno, entraron en funcionamiento en 1952. En su época se trataba de la más importante y moderna central térmica de España, con una sala de calderas de 76 metros de longitud y 36 de altura.
Contaba con un pequeño embalse sobre el río Guadalope desde el que se alimentaba el circuito refrigerador de la central. Se trataba de un circuito cerrado con torre de refrigeración.
En 1958 entró en servicio su tercer grupo, con una potencia de 25 MW, lo que hizo que la producción anual alcanzase los 280 GWh. Sin embargo, la producción de carbón de las minas de la zona pronto se vio insuficiente para la demanda de la central (900 Tm).
Comenzó entonces el transporte por carretera de carbón procedente de otras cuencas turolenses, aumentando considerablemente los costes de producción eléctrica.
La central fue un importante revulsivo económico para Aliaga y su comarca, que llegó a contar con 2.000 habitantes, muchos de los cuales vivían directa o indirectamente de la producción eléctrica y las minas de carbón.
Tras 30 años de funcionamiento, se decretó su cierre definitivo en 1982, estando abandonada desde entonces